# Colletes robertsonii
Colletes robertsonii är en solitär biart som beskrevs av Dalla Torre 1896. Den ingår i släktet sidenbin och familjen korttungebin. Inga underarter finns listade i Catalogue of Life.

## Beskrivning
Arten har svart grundfärg med ljus päls på huvud och mellankropp (hos hanen rent vit), svarta antenner vars nederdel hos honan övergår till mörkt brun, genomskinliga vingar med brunaktiga ribbor och en bakkropp med täta, vita hårband på tergiternas (ovansidans segment) bakkanter (hos honan endast på de fyra främsta tergiterna, svagt på den fjärde). Mellankroppens framkant har en tydlig tagg på varje sida. Kroppslängden är omkring 12 mm, något mindre hos hanen.

## Ekologi
Arten, som flyger mellan juni och augusti, besöker segelbuskar och Dalea i familjen ärtväxter samt temyntor (Monarda) i familjen kransblommiga växter.

## Utbredning
Utbredningsområdet omfattar mellanvästra USA med utsträckning i sydväst till Colorado och New Mexico.